# 그리스 수페르리가 2
그리스 수페르리가 2(그리스어: Ελληνική Σούπερ Λίγκα 2)는 그리스의 2부 축구 리그이다. 2021-22 시즌부터 스웨덴의 온라인 도박회사인 벳쏜 AB(Betsson AB)의 후원을 받아 벳쏜 수페르리가 2(Betss on Super League 2)로 부르고 있다.

## 역사
그리스 축구 연맹은 그리스 축구 시스템을 대대적으로 개편한다고 발표하였고 이 개혁의 일환으로 2019년에 기존의 2부 리그였던 풋볼 리그 (그리스)를 3부 리그로 옮기고 그리스 수페르리가 2라는 이름으로 2부 리그를 신설했으며 신설 첫 시즌에는 12개의 팀을 참가시켰다.
2021-22 시즌에는 기존의 3부 리그였던 풋볼 리그의 폐지로 참가팀이 34개팀까지 늘어났으나 점차 참가팀의 수를 줄여서 2022-23 시즌은 30개팀, 2023-24 시즌은 26개팀으로 줄여나가고 최종적으로 2024-25 시즌부터 20개팀으로 조정되었다.

## 참가팀
| 2025-26 수페르리가 2    |              |                                    |          |
| 구단명                  | 위치         | 홈구장                             | 수용인원 |
| 아나예니시 카르디차스   | 카르디차     | 카르디차 시립 경기장               | 13,000   |
| 아테네 칼리테아         | 칼리테아     | 그리고리스 람프라키스 스타디움     | 6,300    |
| 아스테라스 트리폴리스 B | 트리폴리     | 테오도로스 콜로코트로니스 스타디움 | 7,423    |
| 하니아                  | 하니아       | 페리볼리아 시립 경기장             | 4,527    |
| 에갈레오                | 에갈레오     | 에갈레오 시립 경기장               | 8,217    |
| 엘라스 시루             | 에르무폴리   | 에르무폴리 시립 경기장             | 2,500    |
| 이라클리스              | 테살로니키   | 카프탄조글리오 경기장              | 27,770   |
| 일리우폴리              | 일리우폴리   | 일리우폴리 시립 경기장             | 2,000    |
| 칼라마타                | 칼라타타     | 칼라마타 시립 경기장               | 5,613    |
| 캄파니아코스            | 할라스트라   | 할라스트라 시립 경기장             | 1,000    |
| 카발라                  | 카발라       | 안티 카라야니 시립 경기장          | 10,550   |
| 마케도니코스            | 테살로니키   | 마케도니코스 스타디움              | 8,100    |
| 마르코                  | 마르코풀로   | 마르코풀로 시립 경기장             | 3,000    |
| 네스토스 흐리수폴리스   | 흐리수폴리   | 흐리수폴리 시립 경기장             | 5,000    |
| 니키 볼로스             | 볼로스       | 판테살리코 스타디움                | 22,700   |
| 올림피아코스 B          | 피레아스     | 렌디 트레이닝 센터                 | 3,000    |
| 파나르야코스            | 아르고스     | 아르고스 시립 경기장               | 5,000    |
| 파니오니오스            | 네아스미르니 | 네아스미르니 경기장                | 11,700   |
| PAOK B                  | 에프카르피아 | 마케도니코스 스타디움              | 8,100    |
| 야니나                  | 이오아니나   | 조시마데스 이오니아 국립 경기장    | 22,700   |

## 역대 우승 팀
| 수페르리가 2 |                                            |          |
| 시즌         | 구단명                                     | 우승횟수 |
| 2019-20      | PAS 야니나                                 | 1회      |
| 2020-21      | 이오니코스                                 | 1회      |
| 2021-22      | 레바디아코스                               | 1회      |
| 2022-23      | 판세라이코스 (북부) 키피시아 (남부)        | 1회 1회  |
| 2023-24      | 레바디아코스 (북부) 아테나 칼리테아 (남부) | 2회 1회  |
| 2024-25      | AEL (북부) 키피시아 (남부)                 | 1회 2회  |

## 같이 보기
- 그리스 컵